# Round Hill
Round Hill – miasto w Stanach Zjednoczonych, w stanie Wirginia, w hrabstwie Loudoun.